# Eugène Gautier
Pour les articles homonymes, voir Gautier.
Jean-François Eugène Gautier, né le 27 février 1822 à Vaugirard et mort le 1er avril 1878 à Paris est un violoniste, compositeur et critique musical français.

## Biographie
Né le 27 février 1822 à Vaugirard,, Eugène Gautier étudie au Conservatoire de Paris à partir de 1831, où il obtient un premier prix de solfège en 1834 puis un premier prix de violon en 1838. Habeneck est son professeur de violon et Halévy de composition. En 1842, il est deuxième prix de Rome.
Comme musicien, il joue au sein de l’orchestre de l’Opéra de Paris puis de celui de la Société des Concerts du Conservatoire. Il est ensuite chef en second de l’Opéra en 1848 puis chef de chant au Théâtre italien de 1846 à 1852 et de 1863 à 1864. Il est aussi organiste à l'église Saint-Louis-d’Antin de Paris de 1846 à 1856 puis maître de chapelle de l'église Saint-Eugène-Sainte-Cécile.
Comme pédagogue, il est professeur d’harmonie et accompagnement au Conservatoire de Paris de 1864 à 1872, puis d'histoire de la musique. Il est également critique musical et écrit dans Le Ménéstrel, au Grand Journal, au Constitutionnel et au Journal officiel à partir de 1874.
Comme compositeur, il est l'auteur de ballets, d'un oratorio et de plusieurs opéras-comiques, dont Murdock le bandit (1851), Flore et Zéphyr (1852), Choisy-le-Roi (1852), Le Lutin de la vallée (1853), Le Danseur du Roi (1853), Schahabaham II (1854), Le Mariage extravagant (1857), Le Docteur Mirobolan (1860) et Jocrisse (1862).
Il est nommé chevalier de la Légion d’honneur en 1868 et officier d’Académie en 1870.
Il meurt le 1er avril 1878 à Paris et est inhumé au cimetière du Père-Lachaise (1re division),.

## Écrits
- Un musicien en vacances : études et souvenirs, Paris, A. Leduc, 1873, 299 p. (OCLC 457666916, BNF 30489712, lire en ligne)